# غراي مورو
غراي مورو (بالإنجليزية: Gray Morrow)‏ هو رسام بالرصاص أمريكي، ولد في 7 مارس 1934 في فورت واين في الولايات المتحدة، وتوفي في 6 نوفمبر 2001 في Kunkletown, Pennsylvania ‏ في الولايات المتحدة.